# エミール・ジョナス
エミール・ジョナス（1827年3月5日 - 1905年5月21日）は19世紀フランスの作曲家。

## 主な作品
- 1855: ベンジャミンの決闘(Le Duel de Benjamin), ウジェーヌ・メステペスの台本による
- 1856: パレード(La Parade) ジュール・バルビエとジュール ブラジルの台本による
- 1857: 王は飲む(Le roi boit) アドルフ・ハイメとウジェーヌ・メステペスの台本による
- 1857: 小さな神童たち(Les Petits Prodiges) アドルフ・ハイメとエティエンヌ・トレフの台本による
- 1863: ヨブと犬(Job et son chien) ウジェーヌ・メステペスの台本による
- 1864: ラルナルディエールの館(Le Manoir des Larenardière) Eウジェーヌ・メステペスの台本による
- 1865: 結婚式の前に(Avant la noce) ウジェーヌ・メステペスとポール・ボワスロの台本による
- 1865: 二人の道化師(Les Deux Arlequins) ウジェーヌ・メステペスの台本による
- 1867: マールブロウは戦争に行く(Marlbrough s'en va-t-en guerre) ジョルジュ・ビゼー、イシドール・ルグイ、レオ・ドリーブとの共作、ポール・シローダンに倣ったウィリアム・バスナッハの台本による
- 1869: ハジロアヒル(Le Canard à trois becs) ジュール・モノーの台本による
- 1869: デジレ、シャンピニーの領主(Désiré, sire de Champigny)
- 1871: 若いシンデレラ(Javotte ou Cinderella the Younger) アルフレッド・トンプソンの台本による
- 1873: 黄金(Goldchignon) ウジェーヌ・グランジェ、ヴィクトル・ベルナール、エティエンヌ・トレフの台本による
- 1874: 日本人の女(Die Japanesin) ウジェーヌ・グランジェとヴィクター・ベルナール、F. ゼル、リチャード・ジェネの台本による
- 1882: 占い(La Bonne Aventure) エクトル・クレミューとアルベール・ド・サン＝アルバンの台本による
- 1882: エステルとネムラン(Estelle et Némourin) エミール・ド・ナジャック、アンリ・ボカージュの台本による
- 1883: 初めての接吻(Le Premier Baiser) エミール・ド・ナジャックとラウル・トシェの台本による
- ケレベラ王女(La Princesse Kelebella)
- ミス・ロビンソン(Miss Robinson)